# 로맨스 (사랑)

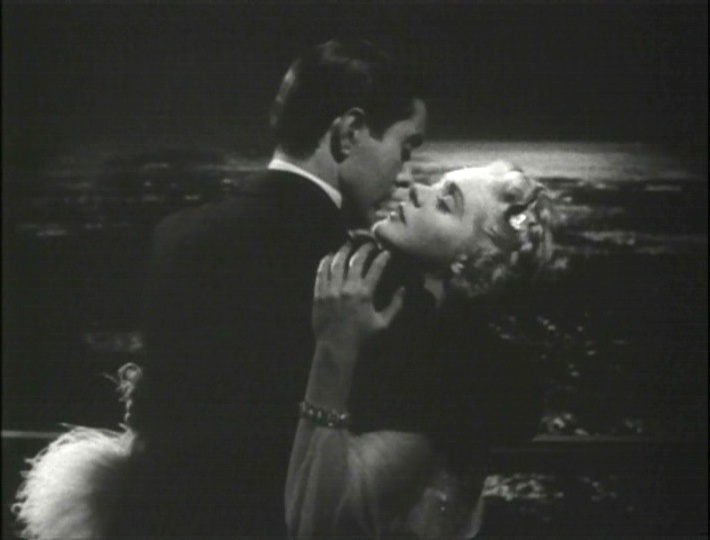
미국의 1938년 개봉 영화, 《알렉산더의 래그타임 밴드》 이미지

로맨스(영어: romance)는 대체로 이상화된 두 사람 간의 사랑을 말한다. 중세 기사도(chivalry)와 귀족문화(noble culture)가 합쳐진 초기 중세 문화의 산물이라고 할 수 있다. 어원에서 알 수 있듯이 원래는 '지방' 또는 '지방어'란 뜻을 의미하였으나 시대가 흐름에 따라 점차로 '감정적인 것,' '낭만적인 것, ' 더 나아가 '비현실적이고 환상적인 것' 등의 의미로 확대되었다.

## 배경
중세 시기 결혼은 본인의 의사와 그리 상관 없는 가문의 일이었다. 특히 중세 귀족들은 자신들의 지위와 영토, 국제적 영향력 등을 강화하기 위한 수단으로 "결혼 장사"를 하였기 때문에 결혼하는 부부의 나이 차나 당사자의 의견은 전혀 고려되지 않았다. 이러한 분위기 속에서 당사자의 의사에 반하는 강압적인 결혼이 빈번하자 교회는 혼인 성사 속에 당사자의 의사를 묻는 과정을 만들었으나 현실에선 그리 효과가 없었다. 또한 귀족들은 유산 상속 과정에서 영지와 권력이 줄어드는 것을 막기 위해 장자만 결혼 시키고 차남 이하의 아들은 수도원에 들어가 성직자가 되게 하거나 편력 기사가 되게 하는 경우가 많았다. 이렇게 장자만이 정략 결혼으로 지위와 영토를 상속하고 나머지에겐 그 기회가 돌아가지 않게 되자 특히 하급 기사 계급을 중심으로 한 귀족 자재들의 욕구 불만을 어떻게든 해소 시켜야할 필요가 있었다. 이러한 사회적 배경 속에서 11세기 프랑스 남부의 음유시인인 트루바두르들 사이에서 발생한 서정시는 지체가 높은 귀부인을 사랑하는 기사에 대해 노래하기 시작했다. 이러한 배경 때문에 궁정식 사랑은 종종 불륜이나 간통을 미화하는 경향을 보인다.

## 역사
중세 초기 기사도 문학에서 남녀간의 사랑은 들어설 자리가 없었다. 《롤랑의 노래》나 《니벨룽의 노래》와 같은 초기 서사에서 여성은 매우 부수적인 존재였다. 니벨룽의 노래 후반부의 중심인 크림힐트는 여성이지만 사랑이 아니라 복수를 위해 행동하는 여성 영웅에 가깝다. 이러한 사정은 11세기 트루바두르의 서정시에서 큰 변화를 맞이한다.
11세기 프랑스 시인들이 낭만적 유형의 열정을 최초로 발견, 발명 또는 표현했다. 12세기에 영국을 본거로 한 노르만 왕조와 북프랑스 각지 신분이 높은 여성의 영향 아래 기사와 그가 마음에 품고 있는 귀부인의 사랑에 관한 이야기가 발생하였으며, 이러한 이야기는 라틴어가 아닌 로망스어로 쓰인 시 또는 산문이었기 때문에 로망이라고 불렸다.
로맨스를 그리는 문학 작품의 발달과 함께 로맨스는 점차 이상화되었다. 랜슬롯과 귀네비어의 이야기를 다룬 《수레를 탄 기사》(프랑스어: Lancelot ou le chevalier de la charrette)는 이러한 로맨스 문학의 정점을 이룬다. 이 이야기에서 랜슬롯은 자신의 명예와 재산, 직위를 모두 포기하고 귀네비어를 구출하며 숭상한다. 이렇게 이상화된 로맨스는 사실 남성을 위한 남성의 판타지였지만, "이룰 수 없는 사랑", "모든 것을 포기하는 사랑"과 같은 모티브를 통해 사랑을 일종의 종교화하였으며 근대 이후의 여러 문학에도 영향을 주었다.
중세 전성기인 13 - 14세기까지도 로맨스는 현실적 사랑이라기 보다는 문학과 예술 속의 이상이었다. 그러나 이러한 이상은 꾸준히 사람들에게 영감을 주었으며 이후 사람들의 행동에 변화를 가져왔다. 15세기에 이르면 사람들은 로맨스를 현실에서 실현하고자 하여 구애와 청혼에서 로맨스 문학의 행동을 따라하는 모습을 보인다. 독일을 중심으로 중세 유럽 곳곳에서 이루어졌던 "찾아가는 밤" 풍습은 청년 남성이 여성의 침실로 침입하는 모험에 보다 무게가 있었지만 점차 여성의 허락을 구하는 구애 행위로 바뀌었다. 셰익스피어의 《로미오와 줄리엣》에서 로미오는 줄리엣의 침실에 숨어들기 위해 허락을 구한다. 이러한 풍습은 근대의 세레나데로 이어졌다.

## 문학과 예술
로맨스는 중세 이래 문학작품의 다양한 소재가 되었다. 대표적인 작품이 트리스탄과 이졸데 이야기, 아서 왕 이야기다. 로맨스는 이후 셰익스피어를 비롯한 유럽 각국의 문학가들에게 영향을 주었고, 현대 영화인 스타워즈에도 차용되었다.

## 같이 보기
- 궁정연애
- 브로맨스
- 로맨스 소설

## 참고 문헌
- 서울대학교중세르네상스연구소, 《사랑, 중세에서 종교개혁기까지》, 산처럼, ISBN 978-89-9006-289-5
- 양태자, 《중세의 뒷골목 사랑》, 이랑, ISBN 978-89-965371-8-2
- Petrarch. Selections from the Canzoiere and Other Worlds. Translated by Mark Musa, Oxford UP, 1985.